# Lai Ching-te
Dans ce nom chinois, le nom de famille, Lai, précède le nom personnel Ching-te.
William Lai
Lai Ching‑te (en chinois traditionnel : 賴清德 ; pinyin : Lài Qīngdé), aussi connu sous son nom anglais William Lai, né le 6 octobre 1959 à Wanli, est un médecin et homme d'État taïwanais, président de la république de Chine (Taïwan) depuis le 20 mai 2024.
Membre du Parti démocrate progressiste, il est maire de Tainan de 2010 à 2017, Premier ministre du 8 septembre 2017 au 14 janvier 2019, vice-président de la république de 2020 à 2024. Il remporte l'élection présidentielle de 2024 et devient président à partir de 2024.

## Biographie

### Jeunesse, formation et carrière médicale
Alors que Lai Ching-te n'a que quelques mois, son père, qui travaillait dans une mine de charbon, meurt d’une intoxication au monoxyde de carbone. Sa mère multiplie alors les emplois pour élever la fratrie de six enfants.
Bon élève, Lai Ching-te étudie la médecine à l'université nationale de Taïwan, à l'université nationale Cheng Kung et à l'université Harvard. Il est spécialiste des lésions de la moelle épinière.

### Député et maire de Tainan
Président de l'association des médecins de Tainan, Lai Ching-te se lance en politique dans les années 1990 en rejoignant le Parti démocrate progressiste (PDP). En 1998, il est élu député puis en 2010 maire de Tainan.

### Premier ministre et vice-président de la république
Élue en 2016, la présidente de la république Tsai Ing-wen nomme Lai Ching-te Premier ministre en 2017, fonction qu'il quitte deux ans plus tard.
En mars 2019, Lai annonce sa candidature à l'investiture du PDP en vue de l'élection présidentielle de 2020, où il est opposé à la présidente sortante Tsai Ing-wen. Lai met en avant la nécessité pour Taïwan de défendre sa souveraineté face à la Chine continentale,. En juin 2019, après une primaire controversée (reports de la date de la primaire, introduction de sondages par téléphone), Lai est devancé par Tsai, qui obtient le soutien du PDP pour l'élection présidentielle,,. Cependant, Lai obtient, en novembre, la nomination comme candidat à la vice-présidence, formant ainsi un ticket électoral avec Tsai. Il est élu vice-président de la république le 11 janvier 2020 en tant que colistier de la présidente sortante Tsai, qui est largement réélue. Il entre en fonction le 20 mai suivant.

### Président du PDP et élection présidentielle de 2024
Après la démission de la présidente Tsai de son poste au Parti démocrate progressiste, Lai est élu président du parti en janvier 2023.
En avril 2023, Lai Ching-te, vice-président sortant et unique candidat, est choisi comme candidat du PDP à l'élection présidentielle de 2024, avec Hsiao Bi-khim comme colistière pour la vice-présidence,. Lai Ching-te rejette le plan de paix avec la Chine d'un des candidats de l'opposition Terry Gou, qui pour lui n'est pas viable au regard des « misères » vécues au Tibet, à Hong Kong et à Macao. Il est élu président le 13 janvier 2024, avec 40,05 % des suffrages exprimés,.

### Président de la république

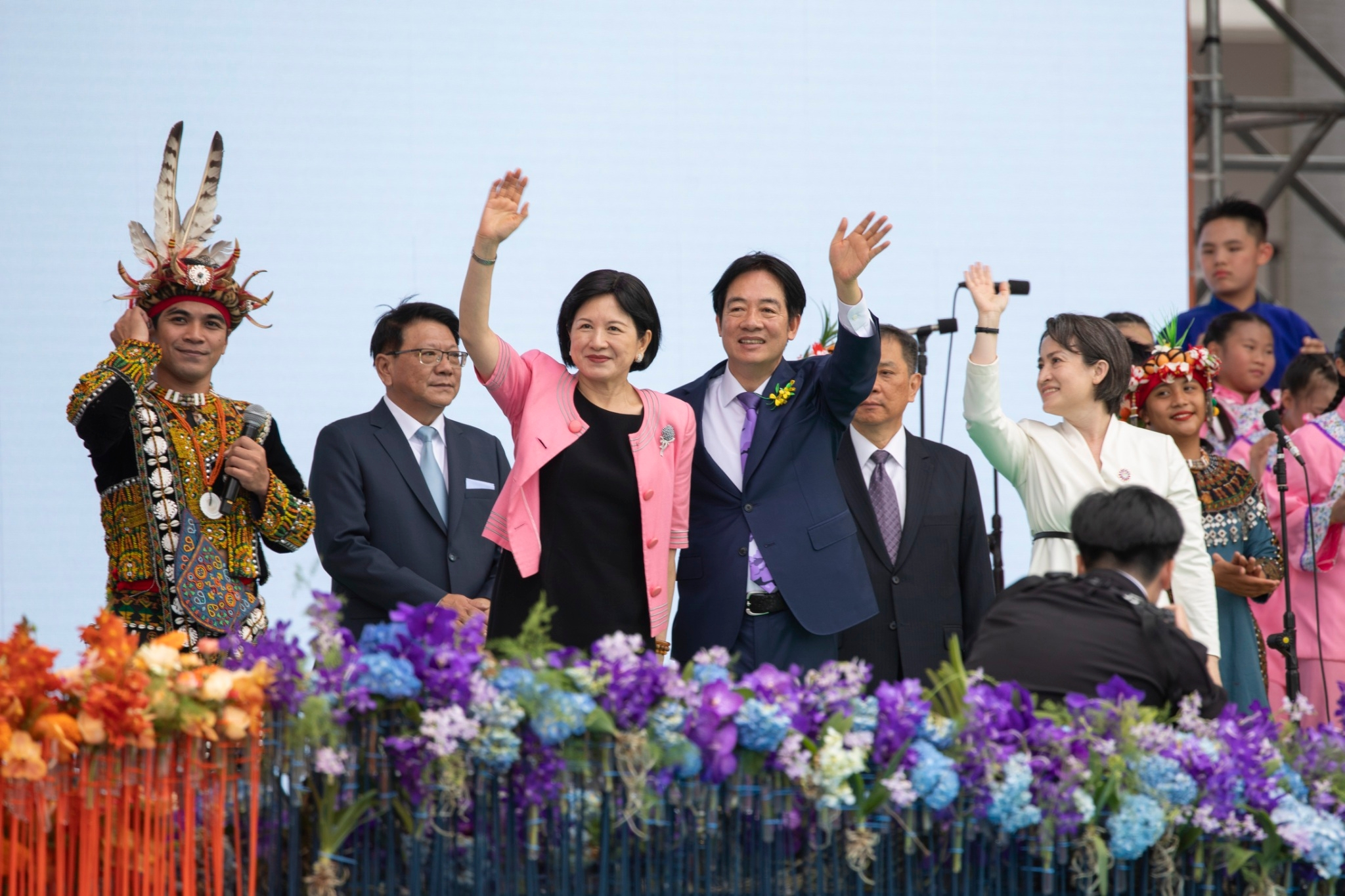
Lai Ching-te le jour de son investiture, 20 mai 2024.

Lai Ching-te est investi président de la république le 20 mai 2024 et succède à Tsai Ing-wen. Dans son discours d'investiture, le nouveau président se montre bien plus ferme avec la Chine que sa prédécesseure ne l'avait été lors de son propre discours huit ans auparavant. Tout en promettant de « ne pas céder ni provoquer » et de « maintenir le statu quo », il appelle la population à ne pas se faire d'illusions face aux « multiples menaces et tentatives d'infiltration de la Chine » et à démontrer sa « résolution à défendre la nation », tout en concluant qu'elle seule décidera le futur de la « République de Chine-Taïwan ». Ces déclarations rendent furieuse la Chine qui y voit un aveux de la part du gouvernement de rechercher l'indépendance et de pousser ainsi l'île « vers la guerre ». Trois jours plus tard, la Chine lance une série d'exercices militaires de grande ampleur, encerclant totalement Taiwan avec sa flotte en guise de « sévère punition »,.
Lai Ching-te nomme Cho Jung-tai comme nouveau Premier ministre de Taïwan.
À partir du 30 novembre 2024, Lai effectue une tournée diplomatique dans le Pacifique, avec deux arrêts sur des territoires américains, un premier passage par l'État américain d’Hawaï ainsi qu'un transit intermédiaire à Guam, provoquant la réprobation et condamnation de la république populaire de Chine,. Il se rend durant cette tournée dans les Îles Marshall, aux Tuvalu, et aux Palaos, trois États insulaires reconnaissant la république de Chine (Taïwan) comme un État souverain.
William Lai est nommé parmi les 100 personnes les plus influentes en 2024 par le magazine Time dans la catégorie leaders.